# Бонвил (Горња Савоја)
Бонвил (фр. Bonneville) насеље је и општина у источној Француској у региону Рона-Алпи, у департману Горња Савоја која припада префектури Бонвил.
По подацима из 2011. године у општини је живело 12.201 становника, а густина насељености је износила 449,39 становника/km². Општина се простире на површини од 27,15 km². Налази се на средњој надморској висини од | метара (максималној 1.877 m, а минималној 450 m m).

## Демографија
| 1861. | 1901. | 1911. | 1921. | 1946. | 1954. | 1962. | 1968. | 1975. | 1982. | 1990. | 1999.  | 2011.  |
| ----- | ----- | ----- | ----- | ----- | ----- | ----- | ----- | ----- | ----- | ----- | ------ | ------ |
| 2.157 | 2.114 | 2.155 | 2.084 | 2.452 | 2.913 | -     | -     | 7.702 | -     | 9.998 | 10.486 | 12.201 |

График промене броја становника у току последњих година